# Gryllomorpha rufescens
Gryllomorpha rufescens is een rechtvleugelig insect uit de familie krekels (Gryllidae). De wetenschappelijke naam van deze soort is voor het eerst geldig gepubliceerd in 1924 door Uvarov.